# Ensemble changeons le Congo
Ensemble Changeons le Congo (ECCO) est un parti politique de la République démocratique du Congo. Adam Bombole Intole est le président national du parti et Chris Ileo Yoka le secrétaire général.

## Histoire

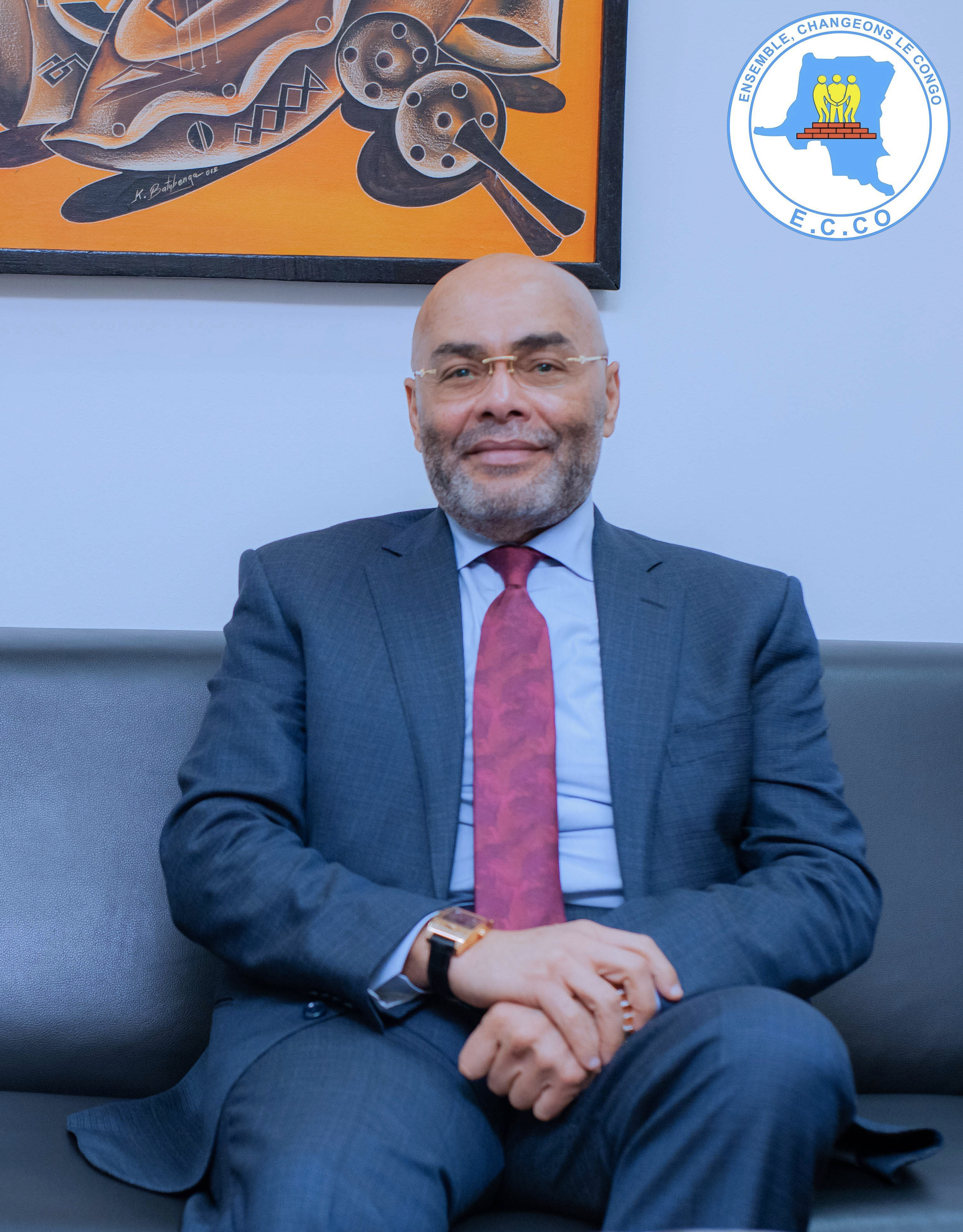
Adam Bombole, le Président National du parti.

Ensemble changeons le Congo (ECCO) est un parti politique congolais fondé par Adam Bombole et agréé par l’arrêté ministériel numéro 18 du 28 mai 2014. Le parti a comme doctrine, la démocratie libérale et comme idéologie, le libéralisme. Lors de sa création, E.C.CO s’est positionné comme parti d’opposition avec l’ambition de redonner à la République démocratique du Congo, pays à dimension continentale, sa place dans le concert des nations. Depuis l'élection de Félix Tshisekedi, le parti n'est plus dans l'opposition et soutient l'action politique du président de la République.

## Idéaux du parti
Ensemble Changeons le Congo (ECCO) est un parti démocrate et libéral, ayant comme devise : Unité-Travail-Progrès. Le libéralisme est une doctrine qui prône les libertés individuelles et la démocratie politique. En matière économique, le libéralisme vise à défendre la libre entreprise et la liberté du marché, en partant du principe qu’une régulation naturelle conduit le système économique à l’équilibre. Ce modèle s’oppose à l’intervention de l’État dans l’économie et au contrôle des moyens de production par celui-ci[réf. nécessaire].

## Structures associées
E.C.CO fut membre des regroupements Alliance des mouvements du Kongo (AMK) et Alternance pour la République (AR),. Ces regroupements sont associés à " Ensemble pour le changement ", une plate-forme électorale qui était favorable à une candidature de Moïse Katumbi à l'élection présidentielle de 2018. 
Moïse Katumbi n'ayant pas pu déposer sa candidature, le parti a soutenu celle de Felix Tshisekedi. En janvier 2019, il est proclamé vainqueur du scrutin et devient le 5e président de la République démocratique du Congo
Courant 2019, par le biais de son président national, Ensemble Changeons le Congo quitte les plateformes liant le parti à " Ensemble pour le changement " pour cause de divergence de points de vue, notamment le fait de ne pas vouloir faire d'opposition au président Félix Tshisekedi,.
Le parti adhère à l’Union Sacrée de la Nation prônée par Félix Tshisekedi à l’issue des consultations nationales lancées le 23 octobre 2020.